# أدراجية

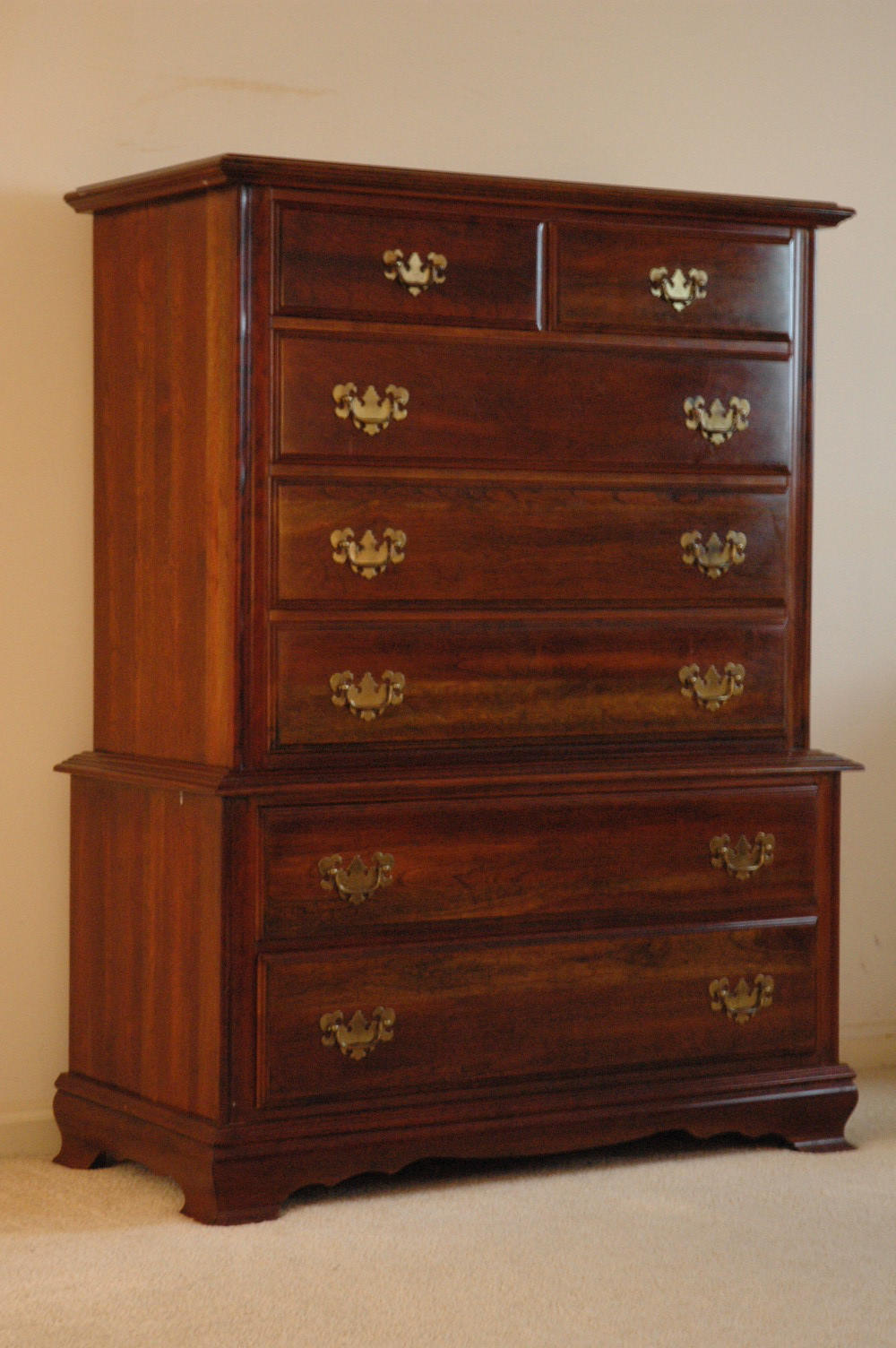
خزانة مزدوجة، أحد أشكال الأدراجية البسيطة

الأدراجية أو خزانة الأدراج والمسماة أيضًا بـ الخزانة ذات الأدراج وهي مزيج من خزانة الثياب والأدراجية. وهي قطعة الأثاث بها أدراج متعددة متوازية أو أفقية، كل درج فوق الآخر. وقد توضع فوقها مرآة.
المزينة هي قطعة من الأثاث التي غالبًا ما تكون بارتفاع الخصر وبها أدراج وعادة مكان للمرآة بحيث يمكن لأي شخص «ارتداء ملابسه» أمامها. ولا يجب الخلط بينها وبين الأدراجية.
لقد تم صنع الأدراجية واستخدامها بشكل تقليدي لتخزين الملابس، لا سيما الملابس الداخلية والجوارب وغيرها من الأشياء التي لا يتم في العادة تعليقها أو تخزينها في الحجرة الصغيرة. وعادة ما يتم وضعها في غرفة النوم لهذا الغرض، ولكن يمكن في الواقع استخدامها لتخزين يلائم تخزينه داخلها ويمكن وضعها في أي مكان في منزل أو مكان آخر. وفي كثير من الأحيان يتم تخزين العديد من الأشياء الشخصية المتنوعة في خزانة ذات أدراج. وتُعتبر منذ زمن بعيد أحد الأعمال التي يتم تجهيزها في ورشة النجار. وعادة ما تكون الخزانة مستطيلة الشكل تقريبًا في شكلها العام وفي كثير من الأحيان تكون لديها أرجل قصيرة في الزوايا السفلى لوضعها على الأرض.
وغالبًا ما تأتي الأدراجية في أشكال تتكون من 5 و6 و7 أدراج، مع درج علوي فردي أو مزدوج. ويمكن وصف الخزانة المبينة على اليمين بأنها خزانة ذات «5 أدراج كل درج فوق الآخر ومكونة من قطعتين»، والمصطلح الأخير مأخوذ من الحقيقة المتمثلة في أنه قد تم عمل الخزانة كقطعتين منفصلتين. وعادة ما تُصنع من الخشب، مثل الكثير من أنواع الأثاث الأخرى، ولكن بالطبع يمكن صنعها من مواد أخرى. ويمكن الوصول إلى داخل الأدراج عن طريق سحبها للخارج من الجانب الأمامي. ويتم وضعها في العادة بحيث يكون جانبها الخلفي مواجهًا للحائط نظرًا لأنه ليست هناك ضرورة للوصول إلى الجانب الخلفي. وعادة ما يتم صنع الجوانب الجانبية بحيث يمكن وضعها على الحائط أو في زاوية. وعلى الرغم من أنه يمكن أن تكون بسيطة في مظهرها، فإن الخزانة ذات أدراج يمكن أيضًا أن تتمتع بمظهر جمالي وزخرفي، بما في ذلك اللمسات النهائية والعديد من درجات اللون الخارجي. وعلى نحو تقليدي، من شأن الأدراج أن تنزلق على قضبان خشبية على نحو سلس. وتستخدم الخزائن الحديثة مزالق أدراج انزلاقية مصنوعة من المعدن وبها بكرات[بحاجة لمصدر].
ومعظم الخزائن ذات الأدراج تندرج في نوع من نوعين: تلك الخزائن التي تكون بارتفاع الخصر تقريبًا أو بارتفاع مقعد الجلوس والخزائن (التي عادة ما تكون بها عدد أكبر من الأدراج) التي تكون بارتفاع الكتف تقريبًا. وعادة ما يكون لدى كلا النوعين سطح مستو في الأعلى. وتوجد في كثير من الأحيان لدى الخزائن التي تكون بارتفاع الخصر مرآة يتم وضعها عموديًا في الأعلى، والتي يتم عادة شراؤها من الخزانة. وبينما يقوم المستخدم بارتداء ملابسه أو يقوم بالتزين، يمكن له أو لها النظر إلى نفسه أو نفسها في المرآة للتحقق من مظهره أو مظهرها. ويمكن لبعض المستخدمين وضع مصابيح للإضاءة أعلى المزينة وفي بعض الأحيان تتم إضافة عناصر زخرفية أو صور فوتوغرافية لتحسين المظهر.

## معلومات تاريخية

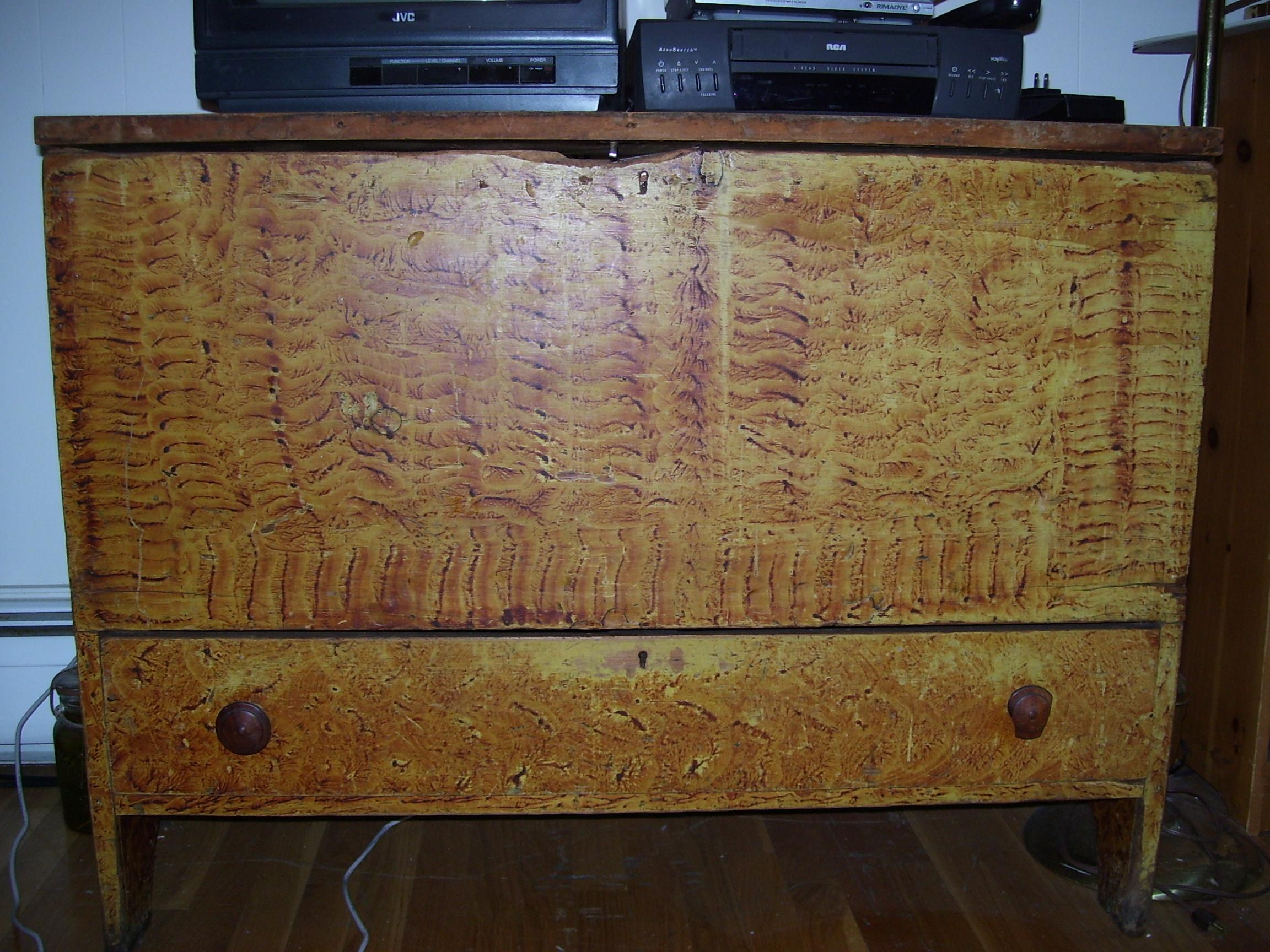
أحد الأشكال المبكرة لخزانة ذات الأدراج، وهي خزانة عامة أمريكية مصنوعة من خشب الصنوبر مطلية تعود لأوائل القرن التاسع عشر.

في أواخر العصور الوسطى في أوروبا بدأ انتشار استخدام الخزانة، لاسيما في منازل النبلاء. وكان هذا النوع، الذي يُعرف أيضًا باسم صندوق حفظ النفائس عبارة عن صندوق خشبي بسيط به غطاء ذو مفاصل. وربما كان أو لم يكن يقف على أرجل. وكانت هناك مرحلة انتقالية مبكرة تمثلت في تركيب درج واحد أسفل هذه المقصورة الرئيسية. ولا يزال عدد من القطع المبكرة تعود للقرن السابع عشر باقية مصنوعة من خشب البلوط من إنجلترا، وبقيت أيضًا قطع فرنسية من شجر الجوز تعود للقرن السابع عشر. وبعض العينات الإنجليزية الأولى التي لا تزال على قيد الحياة تعود لحقبة تشارلز الأول. وينسب نوتينج (Nutting) أول قطعة في كتابه Furniture Treasury إلى ما قبل عام 1649".

## الأشكال
الخزانة البغل: خزانة عادة أوسع من ارتفاعها وعمقها. والخزانة البغل لديها أدراج في قاعدتها وجزء علوي ذو مفصلات، والذي يوجد أسفله درجان قصيران أو درج واحد طويل. وكان هذا الشكل، الذي تم تقديمه في إنجلترا في عام 1600، شائعًا لمدة 100 عام في إنجلترا وأمريكا الاستعمارية.

## الأشكال المعاصرة
لا تزال الأدراجية أحد الأشياء الشائعة للمصممين المعاصرين. تم تصميم نموذج وجيه من قِبل المصمم الهولندي تيجو ريمي في عام 1991. وتتكون الأدراجية التي تحمل اسم "You Can't Lay Down Your Memories" من 20 درجًا مستعملاً مصدرها الأسواق المحلية في أوروبا ويتم ربطها معًا بحزام من الجوتة. وهذه الطريقة تعني عدم وجود إنتاجين مماثلين. وحصل متحف الفن الحديث على أحد أقدم هذه الأشكال.